# 写真週報
写真週報（しゃしんしゅうほう）とは、内閣情報部（のち情報局）により編集・刊行された、国内向けの週刊の国策グラフ雑誌。1938年2月16日号（創刊第1号）から1945年7月11日号（第374・375合併号）まで刊行された。価格は10銭・A4判・20ページ、内閣印刷局印刷・製本。最大で20万部発刊された。

## 概要
1937年の「国民精神総動員実施要綱」が、刊行の契機となっているといわれる。『写真報国』をうたい、戦時の国民生活を写真によって誌面で特集した。統制による人々の窮乏生活を多彩な特集でやわらげ、銃後の団結を高める記事が組まれた。
写真は、木村伊兵衛（創刊号表紙）、小石清、土門拳、永田一脩、林忠彦、入江泰吉、梅本忠男らが担当。公募等により、一般読者の写真作品も掲載された。
一方、美術（レイアウト、エディトリアルデザイン等）は、情報部（情報局）内で担当していたといわれ、担当者の実名等は、必ずしも明らかではない。
一般には、政府によって刊行された国内向け国策宣伝のための雑誌ということになっているが、性格や位置づけについては、明らかになっていない点も多い。
なお、内閣情報局は写真週報創刊の2年前にあたる1936年(昭和11年)10月に、「政府の実行せんとする政策の内容や意図を広く一般国民に伝えてその正しい理解を求め、公正な世論の声を聞く」事を名目として、週刊誌形式の『週報』を創刊している。こちらの『週報』は、一般庶民には敷居が高い官報の内容を元に、各省庁が監修した各種の解説文や、情報機関が入手した国内外情勢、或いは国内外の一般的な雑報を交えながら分かりやすく解説する体裁のもので、1936年10月18日の創刊号から、1945年8月29日の休刊号まで452号を発刊した。

## その他情報
- 361号と362号、364号と365号、369号と370号、および、374号と375号が合併号であるため、全体で371冊が刊行されたことになる。
- 通常は毎週1号が刊行されているが、年末年始など1週間があく場合もある（45号と46号、96号と97号、148号と149号、252号と253号、299号と300号、302号と303号、314号と315号、352号と353号、360号と361/362合併号、363号と364/365合併号、364/365合併号と366号、368号と369/370合併号、それぞれの間）。なお、371号以降は旬刊になった。
- 通常は、水曜日の日付（昭和13年2月16日～）が発行日として表紙に記載されているが、145号（紀元二千六百年祝典臨時号）のみは「昭和15年11月30日」で、土曜日となっている。（144号は「昭和15年11月27日」、146号は「昭和15年12月4日」で、ともに水曜日） ただ、末期には「旬刊」となり、371号は「昭和20年6月1日」（金曜日）、372号は「昭和20年6月11日」（月曜日）、373号は「昭和20年6月21日」（木曜日）、374/375号（終刊号）は「昭和20年7月1日」（水曜日）となっている。

## 関連文献
- 『『写真週報』に見る戦時下の日本』（世界文化社、2011年9月）
太平洋戦争研究会・保阪正康共編で、昭和史研究者たちによる誌面再録と解説。
  - 「写真週報」の表紙図版がカラー写真で掲載されている（ただし、315号（昭和19年4月5日号）まで）。
- 白山眞理・小原真史『戦争と平和　〈報道写真〉が伝えたかった日本』（平凡社コロナ・ブックス、2015年7月）